# Al Hamra Tower

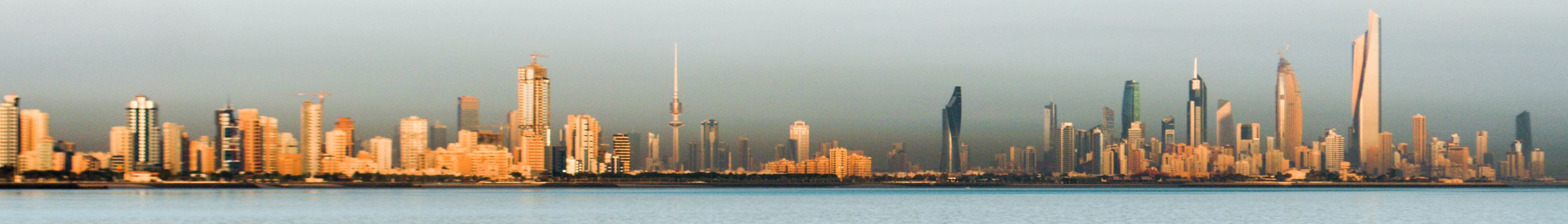
Al Hamra Tower es el rascacielos más alto de Kuwait, a la derecha de la imagen.

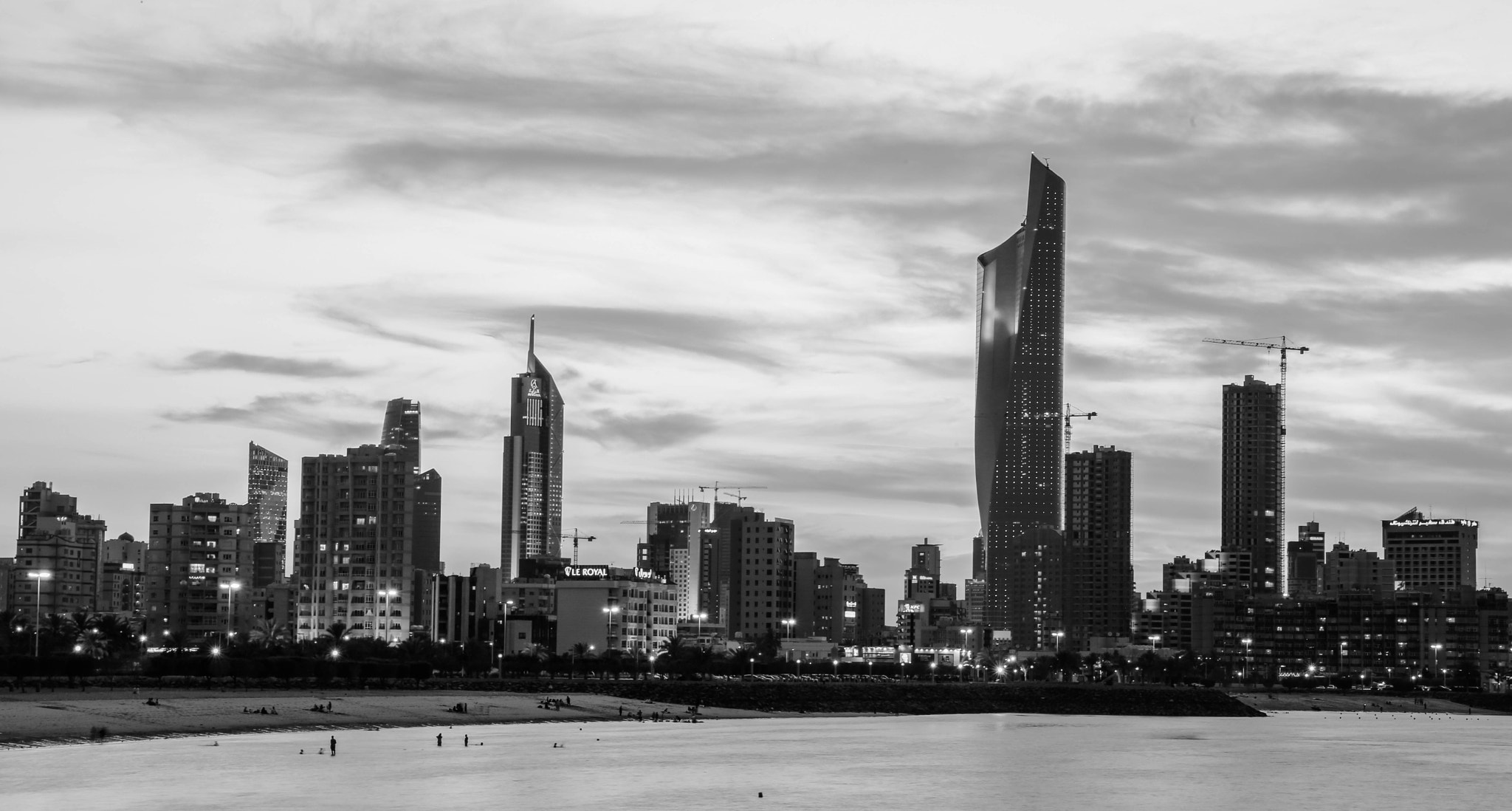
Al Hamra Tower es el edificio más alto de la imagen.

Al Hamra Tower es un rascacielos situado en Kuwait City, Kuwait. Diseñada por la firma arquitectónica Skidmore, Owings and Merrill, la torre es el edificio más alto de Kuwait. Su construcción finalizó en 2011 con 412,6  m (1 353,7 pies). Es también la torre esculpida más alta del mundo. 
La torre incluye 195 000 metros cuadrados (2 099 000 ft²) de espacio comercial y de oficinas. El edificio conecta con un centro comercial de 5 plantas que totaliza 23 000 metros cuadrados (248 000 ft²) de espacio comercial e incluye un complejo de teatro integrado y un aparcamiento de coches de 11 plantas.
Al Hamra Tower tiene más de 70 plantas de espacio de oficinas, un restaurante en la azotea y un spa. El centro comercial incluye un complejo de cine con 10 pantallas que también tiene teatros IMAX.
Turner Construction estuvo a cargo de la construcción de la torre.

## Concepción
Behbehani United General Trading Co, Kuwait, el socio kuwaití de Leica Geosystems, recibió el 3 de mayo de 2007 una Orden para repartir el Sistema de Control Leica del Muro del Núcleo para el proyecto Al Hamra. Debían de ser de diseño simétrico o tendría riesgo de derrumbarse. Pero los kuwaitíes intentaron disipar esta teoría construyendo el primer rascacielos con un exterior 100% asimétrico. Al Hamra es una torre cuyo innovador diseño incluye una fachada con un profundo giro de 130 grados y dos aletas que brotan desde la parte superior a la inferior de la estructura en direcciones opuestas. En la construcción, intentaron construir en la parte superior del muro más abocinado una estructura de siete plantas que sobresale 45 m del edificio suspendida 400 metros en el aire. Consiste en dos ‘alas’ conectadas por un pasadizo elevado en cada planta, que provee lo que fue prometido como ‘vistas espectaculares’.
El edificio no es solo estético; también sirve a efectos prácticos. La forma torsionada asegura vistas óptimas, mientras que el muro revestido de piedra actúa como piel protectora frente al sol del desierto cuando las temperaturas alcanzan los 55 grados. El muro de hormigón de 80 plantas de altura aísla el edificio.
El muro del sur ha sido concebido como un alto elemento protector de piedra, forma la columna estructural del edificio y contiene un pasadizo elevado que conecta las alas de oficinas este y oeste en cada planta. Los pasadizos elevados presentan una exclusiva experiencia espacial con aperturas profundamente esculpidas en el sur. Las aperturas del muro sur, localizadas estratégicamente, permiten vistas espectaculares de la ciudad, y del infinito desierto detrás, a la vez que controlan la fuerte radiación solar.
En la planta baja, la fachada norte transparente de Al Hamra se abre y da la bienvenida a los inquilinos con una escultura de láminas articuladas de 20 metros de altura dentro del lobby. La geometría del lobby se genera aplicando los principios de las estructuras laminares.
La estructura continua actúa como un componente de fortalecimiento completamente integrado del lobby, creando una espectacular experiencia para los visitantes de Al Hamra.
El acero es el material elegido para la mayoría de rascacielos modernos. Pero para proporcionar la escultura moldeada de Al Hamra, necesitaron un material más maleable. Eligieron el hormigón. Uno de sus principales desafíos fue bombear 500 000 toneladas de hormigón 400 metros verticalmente.
Al Hamra es la estructura revestida de piedra más alta del mundo. Está cubierta con 258 000 metros cuadrados de caliza, suficiente para embaldosar el neoyorquino Central Park. Mientras que los ingenieros estaban planeando la construcción del edificio expresaron preocupación al arquitecto de que los muros abocinados pudieran derrumbarse bajo el peso de la caliza. No queriendo cambiar su estética, los dos bandos se encontraron en el medio. La solución: instalar baldosas de caliza en las plantas inferiores y una malla de baldosa cubiertas con caliza triturada en las plantas superiores, logrando la misma apariencia, pero con una fracción del peso. La cantidad de materiales usados fue:
- 195 000 m³ de hormigón
- 38 000 toneladas de acero reforzado
- 6 000 toneladas de acero estructural

### Premios
- 2008: Chicago Athenaeum - Premio de Arquitectura Americana[4]
- 2008: Chicago Athenaeum - Premio de Arquitectura Internacional[5]
- 2008: MIPIM/Architectural Review - Premio de Proyecto Futuro MIPIM: Global[6]
- 2008: MIPIM/Architectural Review - Premio de Proyecto Futuro MIPIM: Edificios Altos[5]
- 2007: Miami Architectural Bienal - Bronce en Proyecto no construido [cita requerida]